# NGC 1939
NGC 1939 是山案座的一個球狀星團，1826年由蘇格蘭天文學家詹姆士·敦洛普用9寸孔徑的反射式望遠鏡發現，後來列於初版天體新總表（NGC）。因為视星等不高（+12.9），需要望遠鏡觀測。
此星系的金屬含量低。與NGC 1928類似，其水平分支的恆星絕大多數呈藍色，且位處不穩定帶。